# Katharine Hepburn
Katharine Houghton Hepburn (Hartford, 12 mei 1907 – Fenwick, 29 juni 2003) was een Amerikaans actrice. Ze had de bijnaam First Lady of American Cinema vanwege haar opmerkelijke talent en haar recordaantal Oscars. In 1999 werd ze uitgeroepen tot de allergrootste vrouwelijke filmlegende.

## Carrière

### De jaren 30
Hepburn begon haar acteerloopbaan op het toneel. Ze speelde wat rollen op Broadway en viel daar al snel op. In 1932 kwam haar doorbraak op het toneel met een rol in het toneelstuk A Warrior's Husband. De studio RKO bood haar daarop een filmcontract aan en in 1932 speelde ze haar eerste rol op het witte doek met John Barrymore als tegenspeler. Met haar derde film - Morning Glory - won ze al een Oscar. Al snel begonnen er echter verhalen de ronde te doen over haar excentrieke gedrag. Zo weigerde ze bijvoorbeeld iets anders dan een broek te dragen - wat in die tijd erg ongewoon was voor vrouwen - en werkte ze niet mee met de pers. Het conservatieve filmpubliek moest niets van dit soort eigenzinnig, feministisch gedrag hebben en Hepburn keerde in 1934 weer terug naar Broadway. Ook daar speelde ze niet in kassuccessen en ze besloot het toch nog eens te proberen in Hollywood. De meeste films flopten echter, alleen Alice Adams (1935) en Stage Door waren redelijk succesvol. In 1938 werd ze samen met onder andere Marlene Dietrich, Mae West, Fred Astaire en Joan Crawford als box-office poison bestempeld. Omdat ze daardoor geen goede aanbiedingen meer kreeg, nam ze de hoofdrol in het toneelstuk The Philadelphia Story op zich. Het stuk werd een hit en haar rijke minnaar Howard Hughes kocht direct de filmrechten. In 1939 keerde ze terug naar Hollywood om auditie voor de rol van Scarlett O'Hara in Gone with the Wind te doen, maar producent David O. Selznick vond haar niet geschikt.

### De jaren 40

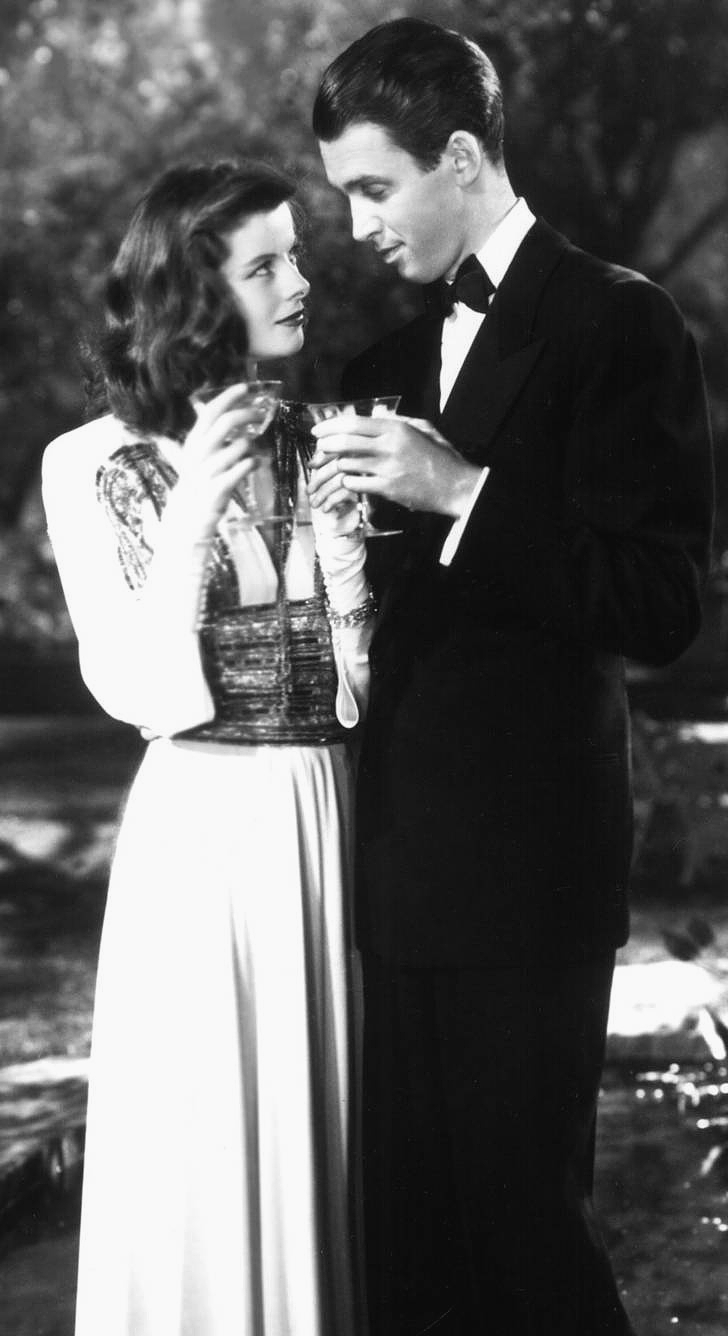
Katharine Hepburn en James Stewart in The Philadelphia Story

In 1940 ging de filmversie van The Philadelphia Story in première. Het werd een kaskraker en Hepburn kreeg haar derde Oscar-nominatie. In 1942 speelde ze samen met Spencer Tracy in de film Woman of the Year en ze bleken een gouden koppel te zijn. Ze zouden samen nog acht films maken. In de jaren 40 speelde Hepburn nog in een aantal goede films, waaronder het succesvolle Adam's Rib in 1949, weer met Tracy als tegenspeler.

### De jaren 50
Met haar rol in The African Queen maakte Hepburn in 1951 de overgang naar sterke, oudere vrouwen. Haar rol als de ijzeren maagd Rose Sayer naast een dronken Humphrey Bogart als Charlie Allnut leverde haar een vijfde Oscar-nominatie op. Met het nieuwe type vrouw dat ze ging spelen had Hepburn veel succes: in de jaren 50 kreeg ze nog drie Oscar-nominaties. Ook werd ze nu steeds meer als een symbool van vrouwenemancipatie gezien in plaats van als een arrogante, excentrieke meid.

### De jaren 60
In de jaren zestig - met de vrouwenemancipatie op haar hoogtepunt - rees Hepburns ster hoger dan ze ooit had durven dromen. In 1967 won ze haar tweede Oscar voor de maatschappijkritische komedie Guess Who's Coming to Dinner, wat ook haar laatste film met Spencer Tracy was. In de film die over het vooroordeel tegen gemengde huwelijken gaat, speelt Hepburn een liberale moeder die haar man (Tracy) probeert over te halen in te stemmen met de keus van hun blanke dochter (Katharine Houghton) voor een zwarte man (Sidney Poitier). Een jaar later kon ze weer een Oscar in ontvangst nemen voor de film The Lion in Winter waarin ze Eleonora van Aquitanië neerzette.

### De jaren 70
Nu de filmaanbiedingen voor Hepburn schaarser werden, richtte ze haar aandacht op de televisie. Zo speelde ze onder andere in 1973 in The Glass Menagerie, naar een toneelstuk van Tennessee Williams. Af en toe maakte ze nog weleens een film, zoals Rooster Cogburn met John Wayne in 1975.

### De jaren 80
In 1981 ontving Hepburn op de indrukwekkende leeftijd van 74 haar vierde Oscar voor haar rol in On Golden Pond. Die film die over een hartverscheurend generatieconflict gaat, wordt beschouwd als een van Hepburns beste films. Het is ook zeker haar meest succesvolle uit de jaren 80; een periode waarin ze steeds minder ging werken en aan haar autobiografie begon.

### De jaren 90
In 1994 speelde ze haar laatste filmrol in Love Affair. Vanwege haar hoge leeftijd en steeds zwakkere gezondheid trok ze zich meer en meer terug in haar huis in Connecticut. Met een acteercarrière van ruim 60 jaar en een recordaantal Oscars, was Hepburn ongetwijfeld een van de meest succesvolle actrices van de 20e eeuw. In 1999 werd ze zelfs door het American Film Institute uitgeroepen als de Grootste Vrouwelijke Film Legende.

## Privéleven

### Jeugd
Hepburn was de dochter van een liberale dokter en een suffragette. Ze kreeg een liberale opvoeding waarin haar geleerd werd altijd voor haar eigen mening uit te komen, zichzelf op alle terreinen volledig te ontwikkelen en door te zetten. In haar latere jaren prees ze altijd haar ouders en benadrukte dat ze alles aan hen te danken had. Een grote schok voor Hepburn kwam toen ze haar broer Tom ontdekte die, op vijftienjarige leeftijd, zelfmoord pleegde door zich te verhangen. Ze gebruikte jarenlang zijn geboortedatum en was erg teruggetrokken op school. Pas toen ze op de planken stond, vond ze haar zelfvertrouwen en eigenwaarde terug.

### Excentriciteit
Toen ze net in Hollywood aankwam, werd er geschokt gereageerd op haar eigenzinnige gedrag. Ze weigerde make-up te dragen, met de pers mee te werken of iets anders dan een broek te dragen. Omdat ze niet in het Hollywood-gareel liep, keerde ze al snel terug naar het meer liberale toneelmilieu. Haar excentrieke gedrag heeft ze nooit veranderd en ze stond erom bekend per dag acht ijskoude douches te nemen en even zo vaak haar tanden te poetsen.

### Howard Hughes
In de jaren 30 was ze korte tijd minnares van de schatrijke Howard Hughes. Hij bewonderde haar liberale, eigenzinnige levensstijl en zij viel voor de aantrekkelijke multimiljardair. Hun relatie werd breed uitgemeten in de pers en er werd diverse malen gezinspeeld op een huwelijk. Dat kwam er echter niet. Nadat hun relatie over was, bleven ze goede vrienden.

### Huwelijk
In 1928 trouwde Hepburn met Ludlow Ogden Smith, die ze tijdens haar schooltijd ontmoet had. Het huwelijk was vanaf het begin niet goed. Hepburn eiste bijvoorbeeld dat hij zijn naam in S. Ogden Ludlow zou veranderen, zodat haar naam niet Katharine Smith zou worden. Het paar scheidde in 1934 in Mexico.

### Spencer Tracy
De liefde van haar leven ontmoette Hepburn in 1942 op de filmset van Woman of the Year in 1942. Toen ze Spencer Tracy voor het eerst zag, merkte ze op dat hij nogal klein was. Joseph L. Mankiewicz merkte geestig op dat ze zich geen zorgen hoefde te maken: Tracy zou haar wel een kopje kleiner maken. Na hun eerste ontmoeting sloeg de vlam al snel over en ze begonnen een relatie. Tracy was echter al getrouwd en als katholiek wilde hij niet scheiden. Hepburn accepteerde dat en de studio zorgde ervoor dat de pers geen weet kreeg van hun relatie. Ze zouden samen in totaal negen films maken, de laatste was Guess Who's Coming to Dinner in 1967. Een aantal dagen na de opnames daarvan overleed Tracy. Uit respect voor zijn weduwe woonde Hepburn de begrafenis niet bij. Ook praatte ze nooit over haar relatie met Tracy zolang zijn weduwe nog in leven was. De relatie van Hepburn en Tracy had blijkbaar ook zijn weerslag op het witte doek: ze zijn uitgeroepen tot het filmpaar met de meeste chemie.

### Laatste jaren
De laatste jaren van haar leven wijdde Hepburn vooral aan haar hobby's zoals schilderen. Ook publiceerde ze een autobiografie (Me) en een boek over het maken van The African Queen (The Making of The African Queen or How I Went to Africa with Bogart, Bacall and Huston and Almost Lost My Mind). Beide waren bestellers. Katharine Hepburn overleed op 29 juni 2003. Er volgden meteen reacties van onder andere George W. Bush en Elizabeth Taylor.

## Filmografie
| - 1994: One Christmas (tv) - 1994: Love Affair - 1994: This Can't Be Love (tv) - 1992: The Man Upstairs (tv) - 1988: Laura Lansing Slept Here (tv) - 1986: Mrs. Delafield Wants to Marry (tv) - 1984: Grace Quigley - 1981: On Golden Pond - 1979: The Corn Is Green (tv) - 1978: Olly, Olly, Oxen Free - 1975: Rooster Cogburn - 1975: Love Among the Ruins (tv) - 1973: The Glass Menagerie (tv) - 1973: A Delicate Balance - 1971: The Trojan Women - 1969: The Madwoman of Chaillot - 1968: The Lion in Winter - 1967: Guess Who's Coming to Dinner - 1962: Long Day's Journey Into Night - 1959: Suddenly, Last Summer - 1957: Desk Set - 1956: The Rainmaker - 1956: The Iron Petticoat - 1955: Summertime - 1952: Pat and Mike - 1951: The African Queen - 1950: The Schumann Story | - 1949: Adam's Rib - 1948: State of the Union - 1947: Song of Love - 1947: The Sea of Grass - 1946: American Creed - 1946: Undercurrent - 1945: Without Love - 1944: Dragon Seed - 1942: Keeper of the Flame - 1942: Woman of the Year - 1940: The Philadelphia Story - 1938: Holiday - 1938: Bringing Up Baby - 1937: Stage Door - 1937: Quality Street - 1936: A Woman Rebels - 1936: Mary of Scotland - 1935: Sylvia Scarlett - 1935: Alice Adams - 1935: Break of Hearts - 1934: Spitfire - 1934: The Little Minister - 1933: Little Women - 1933: Morning Glory - 1933: Christopher Strong - 1932: A Bill of Divorcement |